# Trận Dương Liễu – Đèo Nhông
Trận Dương Liễu - Đèo Nhông là một trận đánh trong Chiến tranh Việt Nam, diễn ra tại Dương Liễu và Đèo Nhông (nằm trên Đường số 1), thuộc địa bàn huyện Phù Mỹ, tỉnh Bình Định, giữa Trung đoàn 2 (tức Trung đoàn An Lão, Sư đoàn 3 Sao Vàng) của Quân Giải phóng miền Nam và 2 tiểu đoàn bộ binh, 1 chi đoàn thiết giáp của Quân lực Việt Nam Cộng hòa. Ngày kỷ niệm trận đánh này thường được tính theo Âm lịch (mùng 5 tháng Giêng, có tài liệu nói là ngày 5 tháng 1 Dương lịch), nhưng có tài liệu cho rằng trận đánh diễn ra từ ngày 7 tháng 2 đến 8 tháng 2 năm 1965.

## Diễn biến
Mùa xuân năm 1965, để phối hợp với chiến trường toàn miền Nam và giành quyền chủ động trên địa bàn Phù Mỹ, Bộ tư lệnh Mặt trận A1 được nhanh chóng thành lập theo sự chỉ đạo của Khu ủy Khu V, Bộ tư lệnh Quân khu V và Tỉnh ủy Bình Định. Ngay sau đó, đồn Dương Liễu (nay là đồi Sa Lem) được chọn làm điểm tiến công đầu tiên của QGP.
Vào lúc 0 giờ 30 phút đêm mùng 4 rạng sáng mùng 5 Tết Ất Tỵ (tức vào khoảng ngày 6 tháng 2 năm 1965), lực lượng chủ công của Tiểu đoàn 2, thuộc Trung đoàn 2 cùng bộ đội địa phương huyện Phù Mỹ đã bí mật, bất ngờ tập kích vào đồn Dương Liễu. QGP nhanh chóng làm chủ trận địa chỉ sau 10 phút, diệt gọn 1 đại đội Cộng hòa và 4 trung đội dân vệ của QLVNCH, làm chết gần 200 quân địch, thu 170 súng và nhiều quân trang, quân dụng các loại . Tuyến phòng thủ của VNCH dọc Đường số 1 ở phía Bắc Bình Định bị uy hiếp nặng.
Nhận định đồn Dương Liễu là vị trí quan trọng, đối phương sẽ đưa quân lên tái chiếm, trên đường hành quân sẽ phải qua Đèo Nhông nên Trung đoàn An Lão đã bố trí Tiểu đoàn 1 và Tiểu đoàn 3 phục kích tại khu vực này.
Trước thất bại ở cứ điểm Gia Hựu (Hoài Nhơn) và đồn Dương Liễu, quân VNCH phản ứng trong thế cảnh giác. Sau 2 ngày thăm dò, ngày mùng 7 Tết, QLVNCH cho 2 tiểu đoàn thuộc Trung đoàn 41 cùng 2 chi đội xe bọc thép M-113, có cả pháo binh và máy bay chiến đấu yểm trợ theo Đường số 1 từ quận lỵ Phù Mỹ tiến ra Dương Liễu nhằm giải tỏa, tái chiếm. Trên đường kéo quân đến Đèo Nhông, mặc dù đã trinh sát kỹ, ném bom và bắn phá ác liệt dọc hai bên đường nhưng QLVNCH vẫn không phát hiện được lực lượng phục kích của đối phương. Trong khi đó, tuy bị bom pháo địch bắn phá liên tục dọc đường gây một số thương vong, nhưng các binh sĩ Quân Giải phóng vẫn bình tĩnh chờ lệnh xuất kích. Đến 14 giờ cùng ngày, khi đội xe và bộ binh địch đi đầu chạm trán sát tuyến phục kích của QGP tại Đèo Nhông, lực lượng Tiểu đoàn 1 QGP đã nhanh chóng khép kín vòng vây bằng cách khóa đuôi tại Đá Dốc (Diêm Tiêu) và toàn bộ lực lượng của QLVNCH đều nằm gọn trong đội hình phục kích và bị tấn công. Từ các điểm cao, hỏa lực của QGP cấp tập nhả đạn vào đúng đội hình trung tâm của đối phương. Trận đánh diễn ra quyết liệt. Tuy bị đánh bất ngờ nhưng với số đông, vũ khí trội hơn nên phía VNCH chống trả khá quyết liệt. Các trận địa pháo của họ cùng các tốp máy bay chiến đấu nã pháo, bom ào ạt xuống trận địa, nhưng không ngăn nổi bước tiến của QGP. QGP nhanh chóng áp sát đội hình địch, dùng chiến thuật cá nhân đánh giáp lá cà nhằm vô hiệu hóa hỏa lực đối phương.
Đến 16 giờ 30 phút cùng ngày, QGP hoàn toàn làm chủ trận địa, xóa sổ 2 chi đội xe bọc thép của QLVNCH. Bị thiệt hại nặng nề, chiều mùng 7 Tết, phân đội M-113 gồm 3 chiếc cùng lực lượng còn lại của QLVNCH rút lên Phù Mỹ.

## Kết quả
Sau 2 giờ chiến đấu tại Đèo Nhông QGP đã diệt hơn 700 quân đối phương, bắn cháy 4 máy bay, diệt 10 xe bọc thép M-113, bắt sống 2 xe, thu toàn bộ vũ khí, khí tài và các loại quân dụng khác . Ngày nay, ngày kỷ niệm chiến thắng Dương Liễu - Đèo Nhông đã trở thành một ngày lễ có ý nghĩa quan trọng về văn hóa của tỉnh Bình Định. Lễ hội Chiến thắng Đèo Nhông - Dương Liễu diễn ra vào mùng 5 tháng Giêng Âm lịch hằng năm được coi là một trong những ngày hội truyền thống lịch sử của người dân Phù Mỹ và Bình Định.